# Felix Oppenheim
Felix Oppenheim, född 27 februari 1950 i Stockholm, är en svensk fotograf med specialisering på sport, äventyr och resor över hela världen. Felix Oppenheim har arbetat som frilansfotograf sedan början på 70-talet. Hans bilder har publicerats i ett stort antal nationella och internationella tidskrifter.
År 1982 hade Oppenheim i uppdrag av den schweiziske extremskidåkaren Sylvain Saudan att dokumentera hans bestigning av Hidden Peak (8 068 m ö.h.). Expeditionen genomfördes och därmed satte Oppenheim det nya svenska höjdrekordet, som han behöll i 3 år. 
Oppenheim har under många år arbetat tillsammans med Felix St Clair. Tillsammans har de drivit företaget och bildbyrån Felix & Felix. År 2002 gav de tillsammans ut böckerna Off the Road som är en bildsamling över 25 års fotografering. 